# Stefan Moody
Stefan Tyler Moody (Kissimmee, Florida; 6 de octubre de 1993) es un jugador de baloncesto estadounidense que pertenece a la plantilla del Merkezefendi Belediyesi de la BSL turca. Mide 1,78 metros de altura, y juega de alero.

## Trayectoria deportiva

### Universidad
Jugó una temporada con los Owls de la Universidad de Florida Atlántico, y dos más con los Ole Miss Rebels de la Universidad de Misisipi, promediando en total 18,6 puntos, 3,6 rebotes y 3,0 asistencias por partido.

### Profesional
En verano de 2016, firma por el  Trabzonspor Basketbol Kulübü de la Türkiye Basketbol Süper Ligi. En su primera temporada promedió 9,0 puntos, 3,0 rebotes y 4,1 asistencias por partido. Fue incluido en 2013 en el segundo mejor quinteto de la Sun Belt Conference, mientras que en 2015 y 2016 lo fue en el mejor quinteto de la Southeastern Conference.
En diciembre de 2018, se compromete con el Busan KT Sonicboom de la Liga de baloncesto de Corea, procedente del BC Tsmoki-Minsk con el que promedió 12.2 puntos, 2.6 rebotes y 3.8 asistencias en 22.7 minutos por encuentro.
En 2020, regresa a Europa y firma por el DEAC de la Nemzeti Bajnokság I/A húngara.
El 6 de diciembre de 2021, firma por el Larisa B.C. de la A1 Ethniki griega.
El 4 de julio de 2022 firmó con el Chorale Roanne Basket de la Pro A francesa.
El 3 de junio de 2023 se incorporó al KK Igokea de la Liga de Bosnia, la Liga del Adriático y la Basketball Champions League.
En diciembre de 2023 se barajó la posibilidad de fichar por el Zunder Palencia de la Liga Endesa, aunque finalmente se marchó a jugar a China, en los Qingdao Eagles y después en los Nanjing Monkey Kings.
El 20 de noviembre de 2024 fichó por el Merkezefendi Belediyesi de la BSL turca.